# On Parole
On Parole er det britiske heavy metal-band Motörheads første indspilning i 1975, men albummet blev dog først udgivet i 1979, da bandet havde tilegnet sig en hvis popularitet. 
Dette er det eneste album med bandets originale medlemsopstilling bestående af Lemmy på vokal og bas, guitarist og vokalist Larry Wallis og trommeslageren Lucas Fox. Under indspilningsprocessen bakkede den originale producer Dave Edmunds ud, og Fritz Fryer afløste ham. Trommeslageren Fox blev senere erstattet af Phil "Philthy Animal" Taylor, en tilfældig bekendt af Lemmy som fik ham overtalt til at køre til Rockfield Studios. Taylor overspillede alle Foxes spor med undtagelse af "Lost Johnny," da han efter en anholdelse blev holdt i forvaring på grund af fuldskab og urolig opførsel, samme tidspunkt som indspilningerne skulle finde sted.
Sporerne "Motorhead", "The Watcher" og "Lost Johnny" var genindspillede sange, Lemmy havde skrevet og indspillet med Hawkwind, "City Kids" var en genindspilning af en sang Wallis havde skrevet med The Pink Fairies, "Leaving Here" var en coverversion af en Holland-Dozier-Holland Motown sang, Lemmy havde lært, mens han var roadie for The Birds. "On Parole" blev indspillet og udgivet af Larry Wallis (sammen med Eddie and the Hot Rods) som en b-side til Stiff Records "Police Car" single i 1977, efter albummet var blevet indspillet, men før dets udgivelse. 
Efter indspilningerne i 1979 var United Artists ikke overbevist om de kommercielle muligheder i albummet, og lagde det derfor til side, selvom bandet hver eneste dag spurgte: "Hvad fuck sker der? Hvornår udkommer albummet? Skaffer I os nogle shows? Hvad er der sket med det at give os et bureau? Alt vi har fået er noget lort omkring albumsomslaget, I ved fotografier og alt det. Da vi kom tilbage fra Rockfield med den færiggjorte plade, fik vi selvfølgelig det store: Fedt fantastisk, men de følgende uger har vi ikke hørt andet end undkyldninger og pis".
På grund af pladeselskabets afvisninger om at udgive albummet, valgte de næsten at genindspille alle sangene med undtagelse af "Fools" og "Leaving Here" i 1977, efter at have skrevet kontrakt med Chiswick Records og rekrutteret guitaristen Eddie Clarke. Dette førte til udgivelsen af deres debutalbum Motörhead.

## Spor

### Side 1
1. "Motorhead" (Ian Kilmister) – 2:57
2. "On Parole" (Larry Wallis) – 5:38
3. "Vibrator" (Wallis, Des Brown) – 2:53
4. "Iron Horse/Born to Lose" (Phil Taylor, Mick Brown, Guy "Tramp" Lawrence) – 5:17

### Side 2
1. "City Kids" (Wallis, Duncan Sanderson) – 3:43
2. "Fools" (Wallis, D.Brown) – 5:35
3. "The Watcher" (Kilmister) – 4:50
4. "Leaving Here" (Lamont Dozier, Brian Holland, Edward Holland) – 2:56
5. "Lost Johnny" (Kilmister, Mick Farren) – 3:31

### CD genudgivelsen
1. "Motorhead" (Kilmister) – 2:50
2. "On Parole" (Wallis) – 5:38
3. "Vibrator" (Wallis, D.Brown) – 2:52
4. "Iron Horse/Born to Lose" (Taylor, M.Brown, Lawrence) – 5:15
5. "City Kids" (Wallis, Sanderson) – 3:43
6. "The Watcher" (Kilmister) – 4:47
7. "Leaving Here" (Dozier, Holland, Holland) – 2:54
8. "Lost Johnny" (Kilmister, Farren) – 3:30
9. "Fools" (Wallis, D.Brown) – 5:35
10. "On Parole" [alternativ optagelse] (Wallis) – 6:58
11. "City Kids" [alternativ optagelse] (Wallis, Sanderson) – 3:48
12. "Motorhead" [alternativ optagelse] (Kilmister) – 2:48
13. "Leaving Here" [alternativ optagelse] (Holland-Dozier-Holland) – 3:01

## Fodnoter
1. ↑  Burridge, Alan (april 1991). "Motorhead". Record Collector (140): 16-22.
2. ↑  "Phil Taylor". Arkiveret fra originalen 27. maj 2012. Hentet 18. maj 2019.